# Saint-Thual
Saint-Thual (bretonisch: Sant-Tual; Gallo: Saent-Tuau) ist eine französische Gemeinde im Département Ille-et-Vilaine in der Region Bretagne mit 999 Einwohnern (Stand: 1. Januar 2022). Sie gehört zum Arrondissement Saint-Malo und zum Kanton Combourg.

## Geographie
Saint-Thual liegt an der Grenze zum Département Côtes-d’Armor, etwa 31 Kilometer nordnordwestlich von Rennes. Umgeben wird Saint-Thual von den Nachbargemeinden Saint-Judoce und Trévérien im Norden, Trimer im Osten, La Baussaine im Südosten, Longaulnay im Süden sowie Plouasne im Westen.

## Bevölkerungsentwicklung
| Jahr                       | 1962 | 1968 | 1975 | 1982 | 1990 | 1999 | 2006 | 2013 | 2020 |
| Einwohner                  | 533  | 468  | 423  | 376  | 391  | 412  | 612  | 825  | 973  |
| Quellen: Cassini und INSEE |      |      |      |      |      |      |      |      |      |

## Sehenswürdigkeiten
Siehe auch: Liste der Monuments historiques in Saint-Thual
- Kirche Sainte-Trinité, 1866 bis 1874 erbaut
- Altes Pfarrhaus
- Schloss Saint-Thual aus dem 17. Jahrhundert
- Schloss Tourdelin aus dem 18. Jahrhundert
- Herrenhaus Lesnen aus dem 18. Jahrhundert

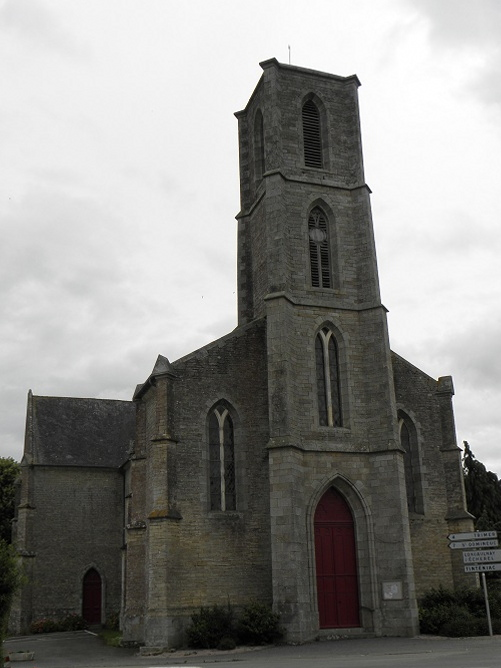
Kirche Sainte-Trinité
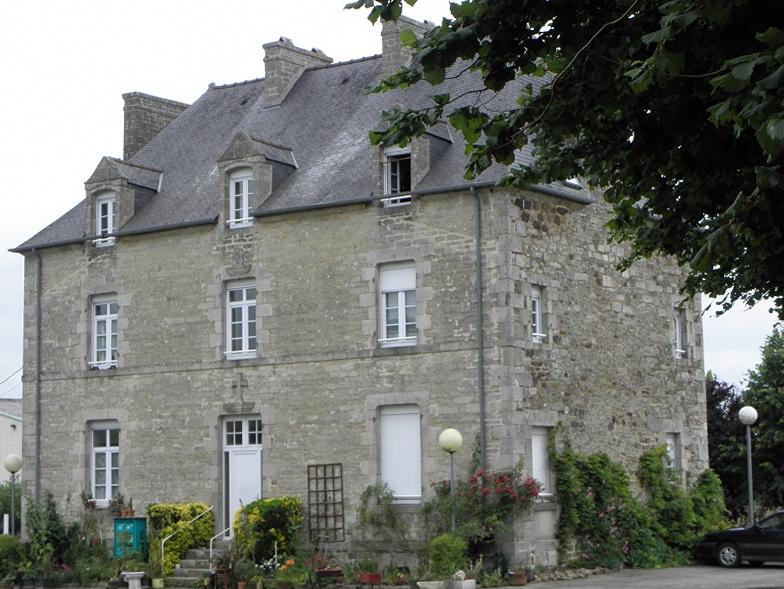
Altes Pfarrhaus
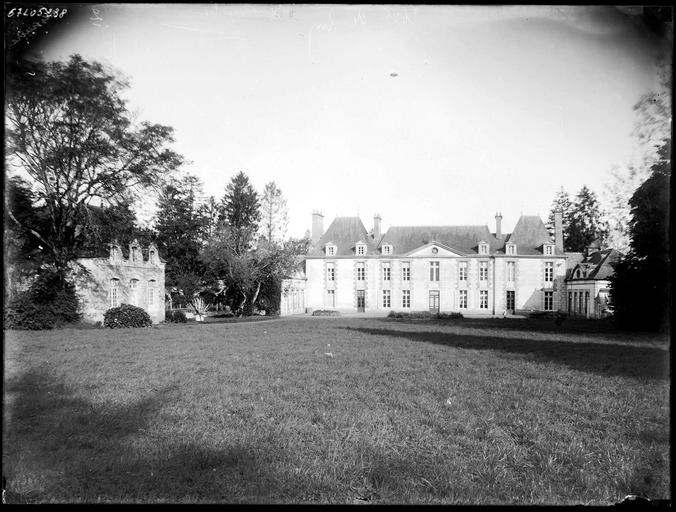
Schloss Tourdelin Anfang des 20. Jahrhunderts
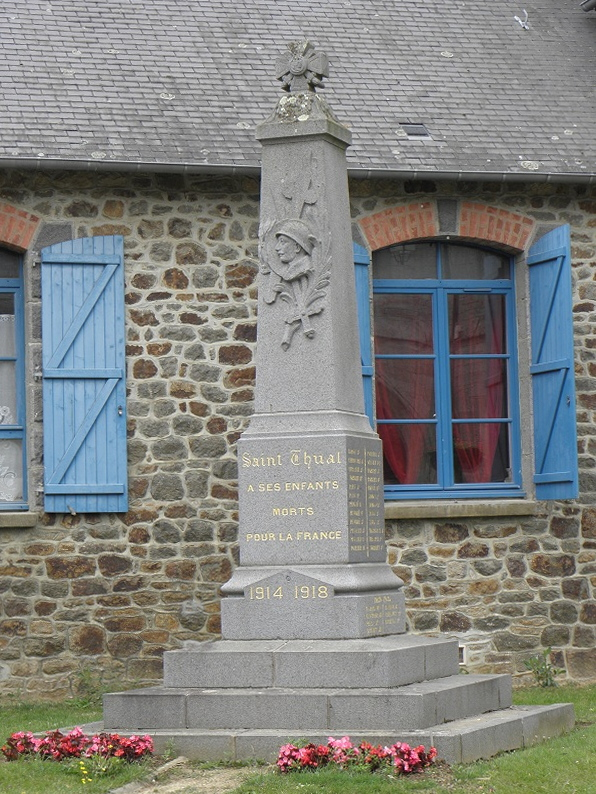
Gefallenendenkmal

## Persönlichkeiten
- Adolphe Julien Fouéré (1839–1910), katholischer Priester und Bildhauer